# Ourisieae
Ouirisieae es una tribu  de plantas de flores perteneciente a la familia Plantaginaceae. Comprende los siguientes géneros:

## Géneros
Según NCBI
- Ourisia